# بطباط حلبي
بطباط حلبي (الاسم العلمي:Polygonum aleppicum) هي نوع من النباتات يتبع جنس البطباط من فصيلة البطباطية.